# Homoneura panniculata
Homoneura panniculata är en tvåvingeart som beskrevs av Mitsuhiro Sasakawa och Ikeuchi 1982. Homoneura panniculata ingår i släktet Homoneura och familjen lövflugor. Inga underarter finns listade i Catalogue of Life.